# Porcelette
Porcelette é uma comuna francesa na região administrativa de Grande Leste, no departamento de Mosela. Estende-se por uma área de 13,44 km². Em 2010 a comuna tinha 2 546 habitantes (densidade: 189,4 hab./km²).